# Lycosa masteri
Lycosa masteri là một loài nhện trong họ Lycosidae.
Loài này thuộc chi Lycosa. Lycosa masteri được Mary Agard Pocock miêu tả năm 1901.